# Финляндия на «Евровидении-1984»
Финляндия участвовала в конкурсе песни Евровидение 1984, состоявшемся 5 мая в Люксембурге, представив певца Кирку, избранного посредством национального отборочного конкурса.

## Национальный финал
Первоначальный отбор одиннадцати песен был осуществлён экспертным жюри из 21 песни, представленных на радиоконкурсе 22 и 23 января.
В Финальном конкурсе национального отбора, организованного телерадиокомпанией YLE, приняло участие шесть исполнителей. Конкурс состоялся в студии YLE в Хельсинки. Телезрители голосовали посредством почтовых открыток. В числе финалистов были и будущие представители Финляндии на конкурсе Евровидения — Сонья Лумме (1985) и Аннели Сааристо (1989).
| Порядок | Исполнитель               | Песня                          | Баллы | Место |
| ------- | ------------------------- | ------------------------------ | ----- | ----- |
| 1       | Сонья Лумме               | Sut vain                       | 5136  | 5     |
| 2       | Кирка                     | Laulu maailmalle               | 3640  | 7     |
| 3       | Томас Эк                  | Machoman                       | 1976  | 9     |
| 4       | Леена Нильссон            | Sun silmät on satava salaisuus | 1556  | 10    |
| 5       | Кирка                     | Oo-Marie                       | 5291  | 4     |
| 6       | Аннели Сааристо           | Sä liian paljon vaadit         | 10961 | 3     |
| 7       | Сонья Лумме               | Muistojen taulut               | 3970  | 6     |
| 8       | Леена Нильссон & Томас Эк | Kevään saan                    | 2823  | 8     |
| 9       | Кирка                     | Hengaillaan                    | 22040 | 1     |
| 10      | Паула Койвуниеми          | Tuultako tavoitan              | 11793 | 2     |
| 11      | Сонья Лумме               | Laulajan tie                   | 863   | 11    |

## На конкурсе
Песня «Hengaillaan» финского исполнителя Кирки набрала 46 баллов и заняла 9 место (из 19). Высшие 12 баллов от Финляндии получил исполнитель из Италии.